# Рязанов Федір Федорович
Федір Федорович Рязанов (1900, село Павловка Обоянського повіту Курської губернії, тепер Курської області, Російська Федерація — 11 квітня 1981, місто Київ) — радянський державний діяч, голова Дніпропетровської міської ради, директор Криворізького металургійного заводу Дніпропетровської області. Герой Соціалістичної Праці (19.07.1958).

## Біографія
Народився в бідній селянській родині. З 1910 року наймитував у заможних господарствах на Північному Кавказі та в Курській губернії.
У 1915 році переїхав у Катеринослав, працював робітником Брянського, а потім трубного заводів.
Член РСДРП(б) з 1916 року.
У кінці 1917 року брав участь в захопленні більшовиками влади у Катеринославі, був секретарем революційного комітету залізничної станції Катеринослава. Вступив до Червоної гвардії, воював на Донбасі. У 1918 році був делегатом І-го з'їзду КП(б)У в Москві.
З липня 1918 року — начальник політичного відділу 47-ї стрілецької дивізії Червоної армії. Учасник Громадянської війни в Росії.
У 1921 році закінчив курси лекторів Вищої школи профруху у Катеринославі, працював на профспілковій роботі. З 1925 року — голова об'єднаного завкому заводів імені Петровського і імені Леніна у Катеринославі.
У 1927—1929 роках — голова міської ради Дніпропетровська.
З 1929 по 1932 рік — слухач Всесоюзної Промислової академії у Москві і одночасно студент металургійного інституту.
Після закінчення інституту з 1932 року працював заступником директора заводу «Запоріжсталь», заступником начальника доменного цеху металургійного комбінату імені Дзержинського в місті Дніпродзержинську.
У 1937—1938 роках — директор Сталінського металургійного заводу імені Сталіна Донецької області.
У листопаді 1938—1940 роках — директор Краматорського металургійного заводу Сталінської області.
У 1940—1941 роках — директор Криворізького металургійного заводу імені Леніна Дніпропетровської області. Під час німецько-радянської війни евакуював завод на Урал. У 1941—1942 роках — директор Нижньотагільского металургійного заводу Свердловської області.
З 1942 року — директор Узбецького (Бекабатського) металургійного заводу.
У 1947—1959 роках — директор Криворізького металургійного заводу «Криворіжсталь» імені Леніна Дніпропетровської області.
До жовтня 1960 року — член Державного науково-технічного комітету Ради міністрів Української РСР.
У жовтні 1960 — березні 1963 року — начальник Головного управління металургійної та гірничодобувної промисловості Ради народного господарства УРСР (Українського раднаргоспу). Працював на відповідальній роботі у Міністерстві чорної металургії Української РСР.
Потім — на пенсії в місті Києві.

## Нагороди
- Герой Соціалістичної Праці (19.07.1958)
- два ордени Леніна (25.11.1946; 19.07.1958)
- орден Трудового Червоного Прапора (24.01.1950)
- орден «Знак Пошани» (22.03.1966)
- орден Червоного Прапора (28.10.1967)
- орден Червоної Зірки (31.03.1945)
- медаль «За трудову доблесть» (05.05.1949)